# Chmelový orloj
Chmelový orloj je součástí Chrámu chmele a piva v Žatci. Orloj, jeden ze šesti funkčních orlojů v Česku, je tvořen ocelovou konstrukcí o rozměrech 4×7 metrů potaženou měděným plechem. Ideu architekta Chrámu chmele a piva Jiřího Vaníčka zrealizoval umělecký kovář Petr Podzemský v srpnu 2010.
Vlastní ciferník orloje se zvěrokruhem je zdoben motivy z pěstování a sklizně chmele, dvanáct apoštolů nahrazují hrací karty a je zde podobně jako na Staroměstském orloji kostlivec se zvonkem. Pod ciferníkem jsou pohyblivé postavy připíjejících si pijanů piva, pod nimi je symbolické peklo - takové, jak si ho představují pivaři, s latinským nápisem Memento Lupuli Saczensi Cereviseae (Pamatuj piva z žateckého chmele).